# Provinciaal gerechtshof in Groningen

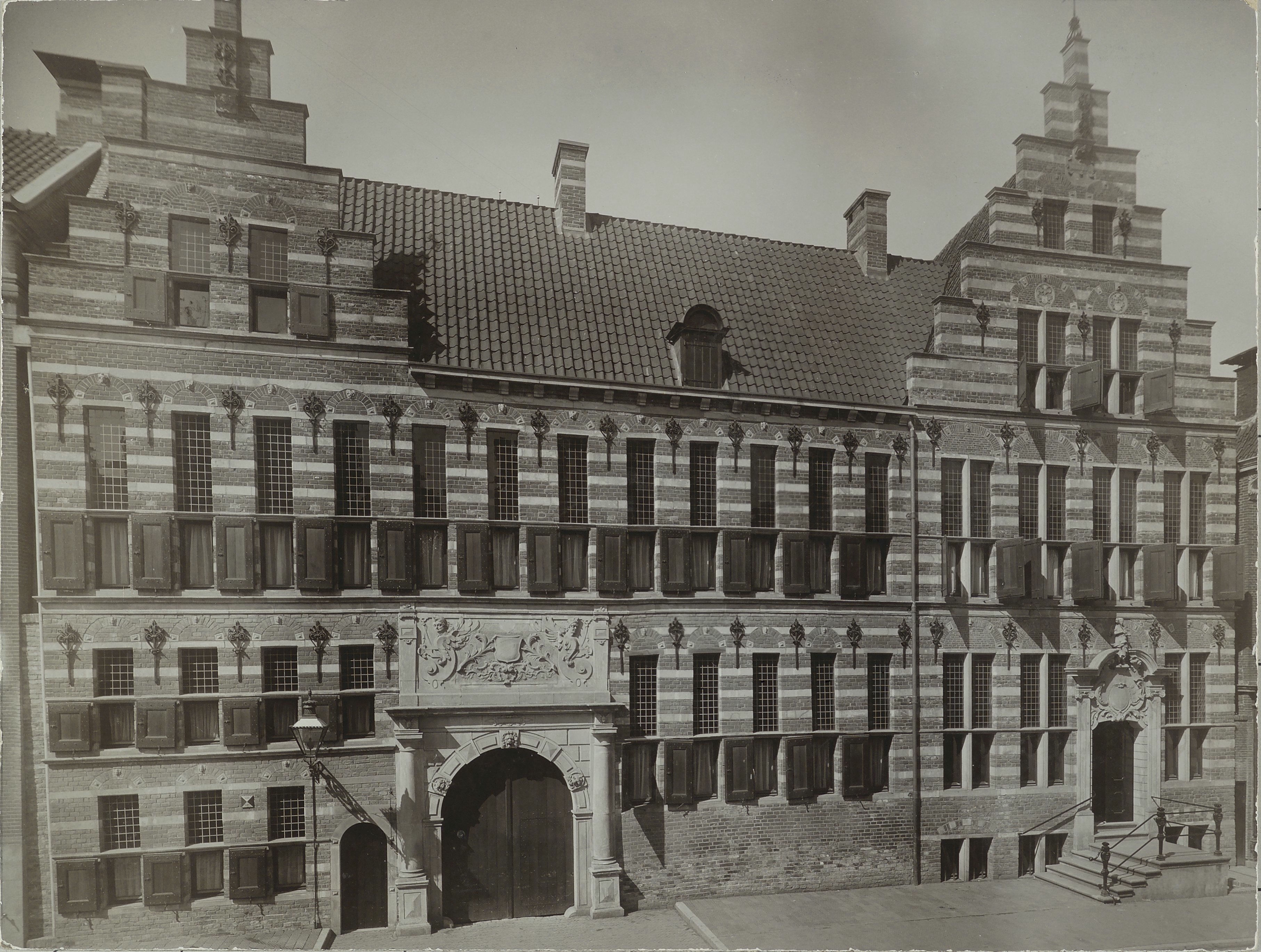
Het provinciaal gerechtshof in de Oude Boteringestraat

Het provinciaal gerechtshof in Groningen was van 1838 tot 1876 een van de provinciale hoven in Nederland. Het hof had zijn zetel in het historische gerechtsgebouw in de Oude Boteringestraat in de stad Groningen. Het rechtsgebied van het hof kwam overeen met de provincie Groningen en was verdeeld in drie arrondissementen: Groningen, Appingedam en Winschoten en zeven kantons.
Toen in 1876 de provinciale hoven werden opgeheven verloor Groningen zijn hof. Friesland toonde zich een stuk bekwamer in het lobbyen in Den Haag en wist het noordelijke gerechtshof in de wacht te slepen. 